# سقوط بغداد (1624)
وقع الاستيلاء على بغداد في 14 يناير 1624، والذي كان جزءً من الحرب المستمرة بين الشاه عباس الأول ضد السلطان مراد الرابع.